# Pete Penicka
Pete Penicka ist ein Schweizer Beatmaker / RnB-Sänger.

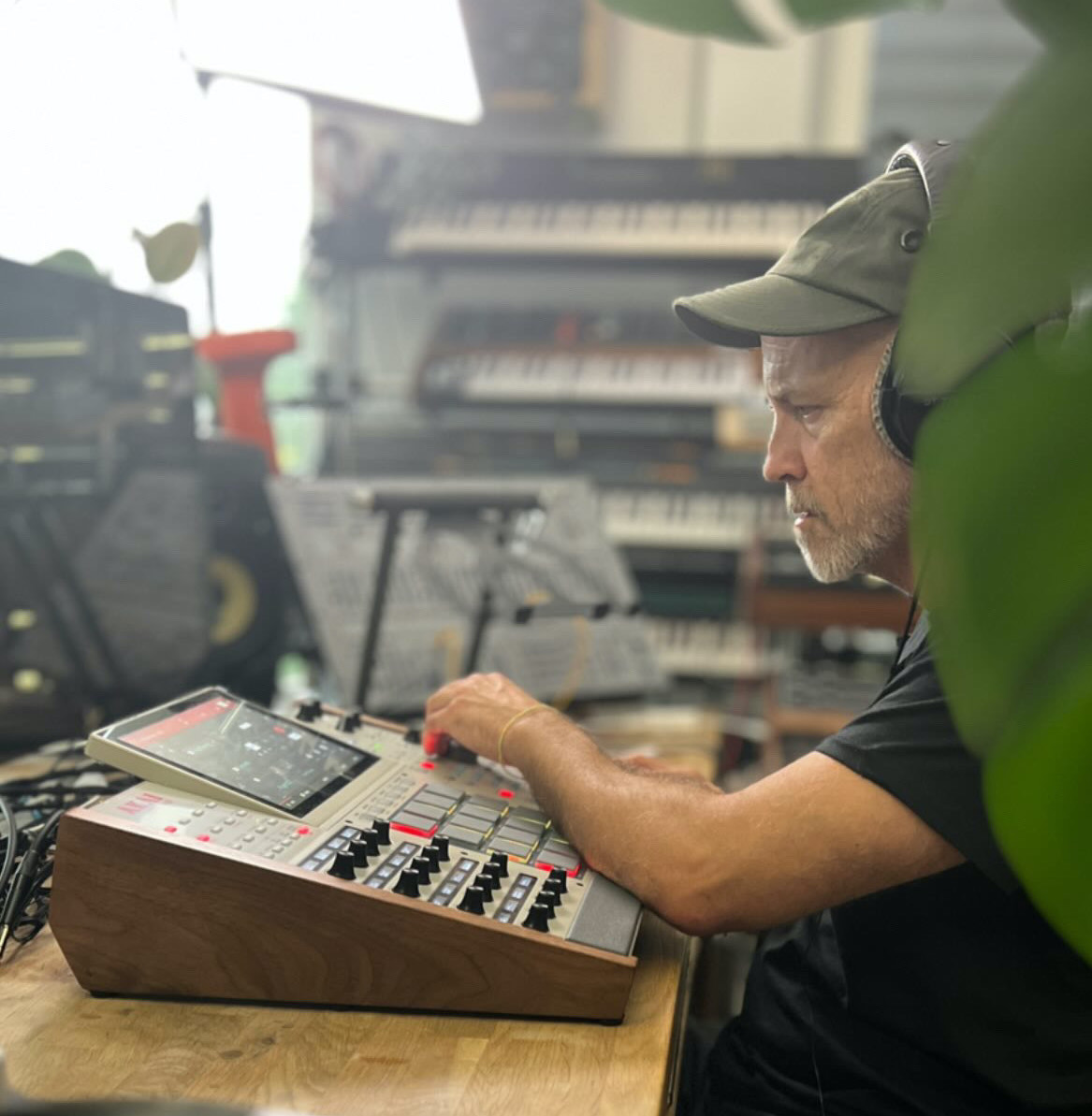
Pete Penicka (2023)

## Biografie
Pete Penicka wuchs als Sohn eines Jazzschlagzeugers in einer sehr musikalischen Familie auf. So interessierte er sich schon im Kindergarten für Musik und konnte bei den Auftritten seines Vaters erste Erfahrungen am Schlagzeug sammeln. Zu dieser Zeit sang Penicka auch viele bekannte Lieder von Künstlern wie Jimi Hendrix oder Stevie Wonder. Später begann er, eigene Lieder, welche vom Stil her dem Genre des Souls sowie der R'n'Bs zuzuordnen sind, zu komponieren. Dies tat er zunächst auf Englisch, später jedoch in seiner Muttersprache Schweizerdeutsch.
Mit 15 begann Penicka seine ersten Beats auf einem Commodore 64 zu programmieren, was sich rasch zur Leidenschaft entwickelte. Vier Jahre später begann er, mit einem Akai S-1000 und einem Atari, auf Cubase weiterzuarbeiten.
Nach diversen Beiträgen, als Sänger und / oder Beatmaker, auf Alben anderer Schweizer Künstler, wie beispielsweise Nahdisnah (Album) von den Rappern Bligg n Lexx, Normal von Rapper Bligg oder der Zusammenarbeit mit Gleiszwei erschien 2004 das Debütalbum Bluet, Schweiss und Träne. Im Oktober 2007 folgte das Album Limmat Soul.
2017 wurde Pete Penicka Schweizer Champion am nationalen Beat Battle.
2020 erreichte das Album "Okey Dokey II" mit der Single "Champions" Goldstatus.
Gegenwärtig (2023) ist Pete Penicka primär auf Beat Making und die Zusammenarbeit mit internationalen Rappern wie z. B. Frank Nitt (Detroit) fokussiert.

## Diskografie
- 2004: "Bluet, Schweiss und Träne"
- 2005: "Okey Dokey I" (als Featured Artist)
- 2007: "Limmat Soul"
- 2017: "Chamber of Surrender"
- 2018: "Aufhalte cha aus nüt"
- 2020: "Okey Dokey II" (als featured Artist)
- 2021: "Beijos do Brasil"
- 2021: "Hands"
- 2021: "Your Love got me"
- 2021: "I miss you"
- 2021: "Affirmation"
- 2021: "I think I’ve found someone"
- 2022: "Sun to rain"
- 2022: "Still up in this"
- 2022: "How ever"
- 2022: "Beat Confederation" ("All my Love" als featured Beat Maker)
- 2022: "Coulda Been" (feat. Frank Nitt of Frank n Dank)
- 2022: "Coulda Been ReMix" (feat. Frank Nitt of Frank n Dank)